# Предял (Прахова)
Предял (рум. Predeal) — село у повіті Прахова в Румунії. Адміністративний центр комуни Предял-Серарі.
Село розташоване на відстані 83 км на північ від Бухареста, 28 км на північ від Плоєшті, 64 км на південний схід від Брашова.

## Населення
За даними перепису населення 2002 року у селі проживали 580 осіб, з них 579 осіб (99,8%) румунів. Рідною мовою 579 осіб (99,8%) назвали румунську.